# 엘링 로렌첸
엘링 스벤 로렌첸(노르웨이어: Erling Sven Lorentzen, 1923년 1월 28일 ~ 2021년 3월 8일)은 노르웨이의 선주이자 기업가였다. 그는 1968년 아라크루즈 셀룰로스를 설립했다. 그는 노르웨이 왕 올라프 5세의 장녀인 랑닐 공주의 홀아비였다. 그의 아내는 노르웨이 공주일 뿐만 아니라 영국 왕위 계승 서열에 있었으며 출생 당시 18위를 차지했다. 엘링 로렌첸은 로렌첸 해운 거물 가문의 일원이었다.